# Ніжність (фільм, 1966)
«Ніжність» — радянський художній фільм, знятий в 1966 році на кіностудії «Узбекфільм» режисеромь Ельйорос Ішмухамедовим. Дипломна робота 24-річного режисера. Фільм поклав початок співдружності режисера Ельйора Ішмухамедова і сценариста Одельши Агішева.

## Сюжет
Сюжет фільму побудований навколо теми дорослішання, юності, першого кохання і перших проблем. Дія фільму відбувається в Ташкенті. Композиційно картина складається з трьох новел про молодих людей, пов'язаних родинними, дружніми і любовними стосунками. Перша новела, «Санжар», названа за ім'ям головної дійової особи. Санжар зустрічає Олену і в ньому спалахує почуття кохання, хоча герой розуміє, що воно залишиться без відповіді. Дія новели «Олена» відбувається в старому кишлаку, в степу. Вона оповідає про минуле головної героїні — про те, як вона була евакуйована з Ленінграда в дні блокади, а також про її сьогодення, про взаємну любов Олени і Тимура. В кінці новели вона гине, рятуючи хлопчика. Остання новела, «Мамура», — про дівчину, закоханої в Тимура. Він розповідає їй сумну історію свого кохання — про загиблу Олену. Мамуру дуже зворушує ця історія. На карнавалі Мамура не може стримати сліз — їй шкода Олену, шкода Тимура і шкода себе… Там же вона зустрічає Санжара, який нічого ще не знає про смерть Олени і втішає Мамуру, що плаче. Для них життя триває, а фільм закінчується салютом на честь усіх закоханих.

## У ролях
- Марія Стернікова —  Олена
- Родіон Нахапетов —  Тимур
- Ровшан Агзамов —  Санжар
- Майя Махмудова —  Мамура
- Саїда Бородіна — Ульфата
- Талят Рахімов — Марат
- Шухрат Іргашев — Шухрат
- Заміра Хідоятова — епізод
- Рустам Сагдуллаєв — епізод
- Михайло Чочієв — епізод
- Джавлон Хамраєв — водій

## Знімальна група
- Режисер — Ельйор Ішмухамедов
- Сценарист — Одельша Агішев
- Оператор — Дільшат Фатхулін
- Композитор — Богдан Троцюк
- Художник — Михайло Чочієв